# Brunngrabenbach (Kropfgrabenbach)
Der Brunngrabenbach ist ein Nebenfluss der Mur und gehört damit zum Flusssystem der Donau. Die Quelle befindet sich im Osten Fohnsdorfs (Rattenberg). Eine Zeitlang bildet er die Grenze von Fohnsdorf zu Spielberg und mündet in den Kropfgrabenbach.